# Sitio de Tiro (332 a. C.)

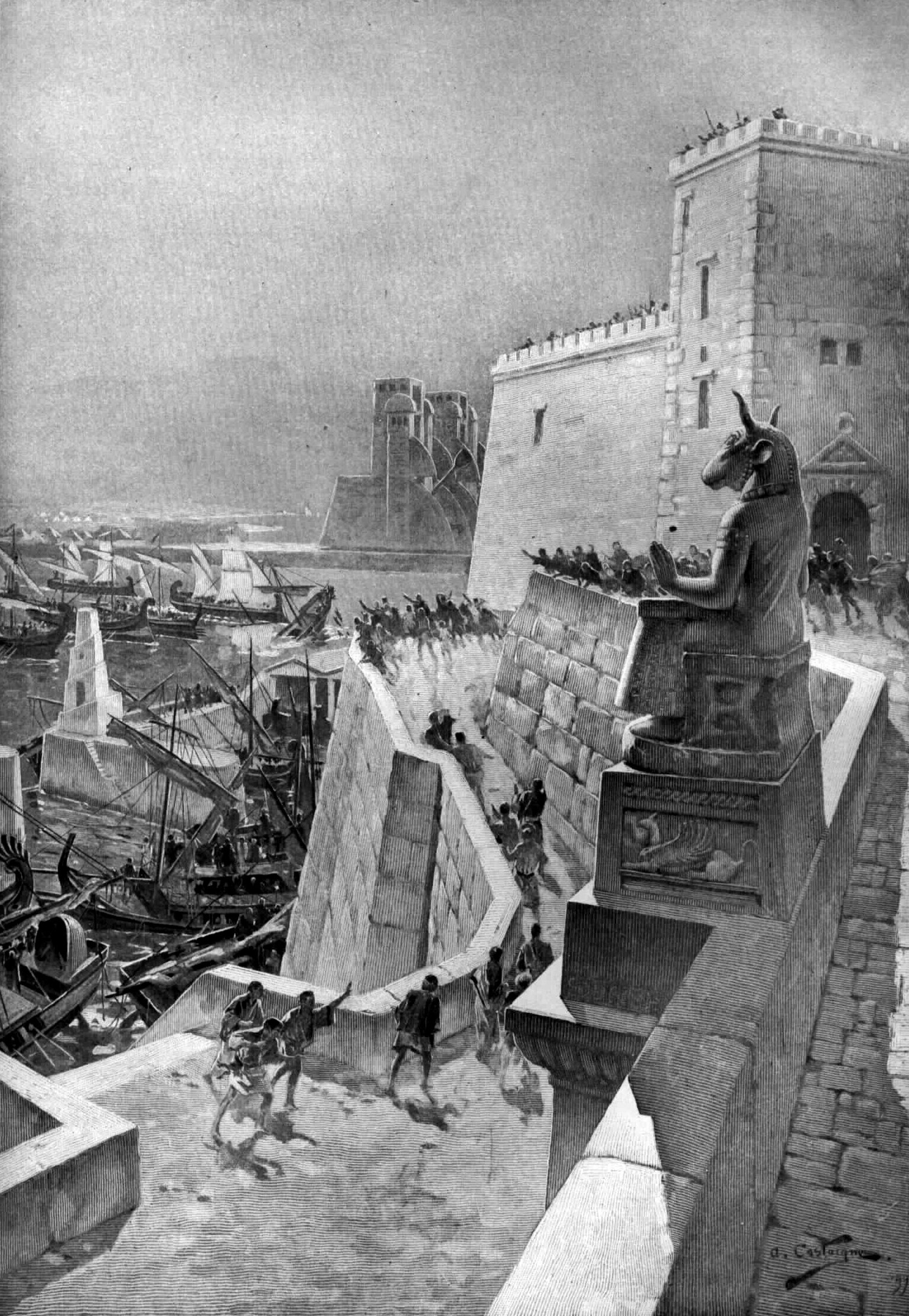
Acción naval durante el sitio de Tiro, por Andre Castaigne.

El sitio de Tiro fue un asedio a la ciudad mencionada —una base costera situada en forma estratégica en el mar Mediterráneo— orquestado por Alejandro Magno en 332 a. C. durante su campaña contra los persas. El ejército macedonio no pudo capturar la ciudad con métodos convencionales ya que se encontraba en una isla y sus murallas llegaban hasta el mar. Por lo tanto, Alejandro estableció el bloqueo y asedio de Tiro durante siete meses, plan que concluyó en forma exitosa, convirtiéndose en uno de los capítulos más importantes de la campaña del conquistador en Asia.
Alejandro Magno ordenó a sus ingenieros que utilizaran los escombros pertenecientes a la ciudad abandonada en el continente para construir una calzada elevada y, una vez cerca de las murallas, emplearía su maquinaria de asedio tanto desde la calzada como desde sus barcos y así finalmente derribar las fortificaciones. Se dice que el rey macedonio estaba tan furioso por la insolencia tiria, su obstinada defensa y la pérdida de sus hombres que destruyó media ciudad y a todos sus habitantes.

## Tiro
En esa época, Tiro era la más importante ciudad-estado fenicia, con cerca de 40 000 habitantes, y estaba dividida en dos partes: la Ciudad Nueva o isla de Tiro, situada en un islote a 800 metros de la costa y la Ciudad Vieja o Tiro continental, situada a orillas del litoral.
La isla de Tiro estaba rodeada por unas formidables murallas que llegaban a alcanzar los 46 metros de altura en la zona frente a la costa, además poseía 2 puertos, denominados el Puerto de Sidón (situado al norte) y el Puerto Egipcio (situado al sur) y estaba unida al pequeño Islote de Melkart, donde estaba situado el templo de Melkart, la deidad más importante de Tiro (Melkart era el equivalente fenicio] de Heracles, más conocido por el nombre de Hércules como le llamaban los romanos en latín).

## Antecedentes
El primer gran asedio de Tiro lo realizaron las tropas babilónicas del rey Nabucodonosor II, quienes tuvieron que esperar 13 años para firmar la paz con la ciudad en 574 a. C. En este tiempo, apenas fue poblada la isla donde huyeron los sobrevivientes de Tiro continental por la destrucción de su antigua ciudad. La isla se fortificó cada vez más hasta hacerse casi inexpugnable.
Ante la negación de los tirios a someterse a la autoridad de Alejandro, este les propuso que les perdonaría si le permitían ir al templo de la deidad fenicia Melkart y realizar una ofrenda ahí, pero los tirios le sugirieron utilizar el templo ubicado en tierra firme; Alejandro envió entonces una segunda embajada compuesta de representantes macedonios pero los tirios asesinaron a estos representantes y arrojaron los cuerpos al mar lo cual enfureció a Alejandro.
Alejandro Magno sabía que este objetivo era necesario si quería asegurar el dominio sobre la costa mediterránea, lo que le permitiría marchar hacia el oriente sin el temor a que los persas llevaran la guerra a Grecia. El asedio en la Antigua Grecia a la isla duró aproximadamente 7 meses (de enero a agosto de 332 a. C.).
Otra razón práctica era conseguir dinero para financiar las campañas que siempre se encontraban en apuros económicos y conquistar y saquear Tiro seria una buena forma de lograr eso; días antes, Parmenión había capturado sin oposición el tesoro real persa dejado en Damasco lo cual puso fin temporalmente a las preocupaciones financieras de Alejandro, pero esta cantidad era minúscula comparada con la que Alejandro proyectaba conseguir de Tiro.

### Último intento de una solución diplomática: La carta de Darío a Alejandro
Cuando Alejandro se encontraba en recién rendida ciudad de Marato (hoy ubicada en Siria y llamada Amrit) e iba rumbo a Tiro, recibió a una embajada de oficiales y diplomáticos persas enviados por Darío que le llevaban una carta enviada por Darío.
En la carta, Darío le pidió a Alejandro que detuviera su guerra y que mejor negociaran; también le pidió que liberara a su esposa, madre e hijos, los cuales Alejandro había capturado en Issos cuando Darío huyó del campo de batalla; Darío le recordó a Alejandro que cuando su padre, Filipo II de Macedonia estaba vivo, Persia y Grecia habían estado en relaciones amistosas hasta que Alejandro, sin razón legítima, invadió Persia; Darío también dijo haber peleado solo porque no tuvo opción y debía salvar su nación y su trono. Darío también le ofreció amistad a Alejandro y lo invito a que formaran una alianza, sugiriéndole que enviara a algunos de sus hombres a la corte persa para que recibieran muestras de fidelidad.
Sin embargo, el intento de llegar a un arreglo diplomático fracaso debido a que Alejando no buscaba una alianza o la cesión de territorio persa, sino la dominación total del imperio bajo su dominio y autoridad; él no estaba interesado en negociaciones ni arreglos.
Así que, en respuesta, Alejandro le recordó a Darío que sus antecesores habían causado incalculable daño en Grecia y que también lo habían hecho sin provocación, agregó que Darío envió ayuda a la población de Perinto cuando se rebelaron contra su padre Filipo II y que Darío en sus cartas había proclamado que él mismo había enviado asesinos a envenenarlo lo cual no era cierto porque murió por la espada de un traidor griego y Darío solo quería adjudicarse el crimen para incrementar su popularidad y su leyenda, aunque Alejandro aun así lo acusó de haber asesinado a su padre. También lo acusó de haber apoyado económicamente a los espartanos, el único pueblo griego que no se unió a la Liga de Corinto, creada y dirigida por Alejandro con la cual conquistaría Persia.
Por último, Alejandro mencionó que Darío no era el legítimo rey de Persia ya que había asesinado a su sucesor, luego presumió como había derrotado a Darío y que si quería a su familia de vuelta debía ir en persona a Alejandro y tratarlo como en nuevo Rey de Asia; igualmente, si Darío volvía a escribir a Alejandro no debería tratarlo como un igual porque no lo era y debería dirigirse a él como el nuevo amo, señor y rey de Asia. Sin embargo, Alejandro si agregó que si Darío se sometía voluntariamente y mostraba pruebas de su fidelidad, Alejandro devolvería a su familia y respetaría su vida, seguridad, bienestar y dignidad. Al mismo tiempo, le advirtió que si no deseaba someterse entonces sería tratado como un usurpador y un criminal y que lo perseguiría para siempre fuera a donde fuera, más aún, le dijo que si quería recuperar su corona y a su familia tendría que pelear, diciéndole que dejara de huir, lo confrontara como un hombre.
Alejandro envió de regreso a la embajada junto a uno de sus oficiales, Tersipo, al que entregó la carta con su respuesta.

## Comienza el asedio
Tiro controlaba el mar con su flota y la única manera de aproximarse a la isla era atravesándola, labor que Alejandro Magno no podía realizar puesto que su armada se encontraba muy lejos. Así pues, reunió a sus ingenieros, a la cabeza de los cuales se encontraba el genial Diades de Pela y decidió que la mejor manera de asaltar Tiro era construyendo un espigón de tierra y piedra que uniese la isla con tierra firme.
Alejandro Magno fue un soberano cultivado e inteligente, que siempre leía los manuscritos de los historiadores antiguos para aprender de ellos y aplicar sus conocimientos a los retos que se presentaban ante su vida bélica. Al iniciar la empresa asiática, había estudiado atentamente los textos de Jenofonte y, al encontrarse ante Tiro, supo aprovechar a la perfección las anotaciones históricas que el siciliano Filisto había hecho sobre las campañas militares de Dionisio I de Siracusa, quien durante la guerra contra los cartagineses se había topado con una ciudad muy similar a Tiro. Se trataba de Motia, un enclave situado en una pequeña isla, la cual tomó uniéndola a Sicilia mediante una gran lengua de tierra que construyeron cientos de auxiliares.
Antes de comenzar las labores de asedio y batalla, Alejandro dio un discurso a su ejército para aumentar la moral de sus soldados y motivarlos.
Alejandro Magno se procuró miles de auxiliares civiles y comenzaron las labores de construcción; para ello, se demolió por completo la Ciudad Vieja de Tiro, arrojando las toneladas de escombros al mar. Los ingenieros clavaron altas estacas de madera en el lecho marino, que tenía poca profundidad, y las unieron con tablas, delimitando los bordes del espigón que uniría el continente con la isla. En un principio, los tirios observaron las obras de ingeniería con escepticismo, puesto que habían resistido 13 años de asedio babilonio, pero el rey babilonio no era Alejandro Magno, quién estaba dispuesto a tomar la isla costara lo que costara.

Esquema del cerco de Tiro. El dique devino luego tómbolo y la isla, istmo.

La lengua de tierra comenzó a avanzar y los tirios realizaron las primeras maniobras para combatirlo. En primer lugar, mandaron nadadores expertos, quienes ataban pequeñas embarcaciones a remo a las estacas, arrastrándolas hacia el mar. Asimismo, hacían salidas con sus barcos y acribillaban con flechas y dardos a los trabajadores. Alejandro Magno ordenó proteger a los operarios con mamparas de pieles y madera, entonces los habitantes de Tiro montaron catapultas y balistas en el adarve de las murallas y comenzaron a arrojar todo tipo de proyectiles contra las obras, por lo que el rey macedonio volvió a responder construyendo dos torres de asedio en la parte frontal del dique las cuales, armadas con catapultas, batirían las murallas y tratarían de impedir que los tirios continuasen acribillando a los trabajadores. Pero los ciudadanos de Tiro eran tan incorregibles como perseverantes, cargaron un barco de transporte de caballos, un navío enorme, con azufre, brea, pez… todo lo inflamable que encontraron y lo lastraron de popa, para que la proa sobresaliese del agua. Lo remolcaron con dos trirremes y lo arrojaron contra la punta del espigón. El brulote, con la proa elevada, se montó sobre el dique y, entonces, una nube de flechas incendiarias lanzadas desde las murallas de la ciudad incendió el barco inflamable, cuyo fuego devoró las dos torres y gran parte de las estacas que delimitaban los laterales del espigón. Al día siguiente, una enorme tormenta terminó por destruir lo que quedaba de las obras de ingeniería. La alegría de los tirios era máxima, su ciudad seguía siendo invulnerable, nadie podría tomarla con la fuerza de las armas.
Alejandro Magno, que se encontraba sometiendo a rebeldes, volvió a Tiro y observó desolado la destrucción del espigón. Construiría un nuevo espigón; esta vez, más ancho aún y tomaría el control del mar. Mientras los trabajadores comenzaban la nueva construcción al norte de la vieja, protegida de los vientos del sur, Alejandro Magno partió a reclamar el servicio de las flotas de Chipre, Sidón, Biblos y Arados, a las que se sumaron los trirremes de otras ciudades, así como un único barco natural de Macedonia que, sumado a una armada de 200 barcos, avanzaron hasta Tiro. La flota tiria, emprendió una pequeña escaramuza contra la armada macedonia, pero tras la pérdida de varias naves, se resguardó en los puertos. Alejandro había conseguido bloquear a Tiro, por lo que ya no podrían llegar suministros por mar. Si no eran las espadas quienes rendían Tiro, lo serían el hambre y la sed.
Con la nueva situación naval, los tirios dependían de Cartago, a quien habían solicitado auxilio previendo una situación así, pero no sabían si la ayuda llegaría hasta que los barcos cartagineses aparecieran en el horizonte.
Los macedonios colocaron torres a lo largo del nuevo espigón y protegieron los laterales con mamparas fijas, pero el ingenio de los isleños no cesaba, los barcos que protegían el espigón estaban anclados al fondo del mar y carecían de remeros, sólo tenían las tripulaciones de combate, los tirios blindaron algunos de sus barcos y los lanzaron contra las embarcaciones de defensa, cortaron las cuerdas de las anclas y los encallaron en la costa. El caudillo heleno respondió blindando barcos propios y utilizándolos en la defensa de los que protegían el dique. 
Parecía que los habitantes de Tiro se adelantaban a todos los movimientos del macedonio, quién debía estar actuando continuamente a la defensiva. 
Los isleños comprendieron que pronto morirían de sed y hambre si toda la población permanecía en la ciudad, así que cargaron a varios miles de personas en sus barcos y, aprovechando un descuido de la flota que bloqueaba los puertos, las evacuaron hacia Cartago, deshaciéndose también de muchos de sus barcos de guerra.

### El asedio sin fin
Los ingenieros macedonios montaron grandes torres de asedio en parejas de cuadrirremes ancladas en el mar, desde las cuales accionaban las catapultas contra las murallas. Como respuesta a ello, una nueva invención salió de las murallas tirias, esta vez se trataba de máquinas que lanzaban grandes troncos contra las torres a fin de desestabilizarlas y causarles grandes daños. Ante esta amenaza, Alejandro Magno ordenó que las torres batieran las murallas desde más cerca a fin de protegerlas del tiro parabólico de las máquinas, a lo que los de Tiro respondieron arrojando grandes piedras al mar, que impedían a las torres acercarse, entonces, la armada macedonia ató las piedras con gruesas sogas, y las arrastró lejos de la costa con la fuerza de los remos. Como respuesta, los buceadores tirios cortaron las cuerdas con dagas, por lo que los macedonios respondieron sustituyendo cuerdas por cadenas. De esta manera las máquinas pudieron batir las murallas desde cerca, sin embargo los defensores colgaron grandes sacos llenos de algas para amortiguar el impacto de los proyectiles.

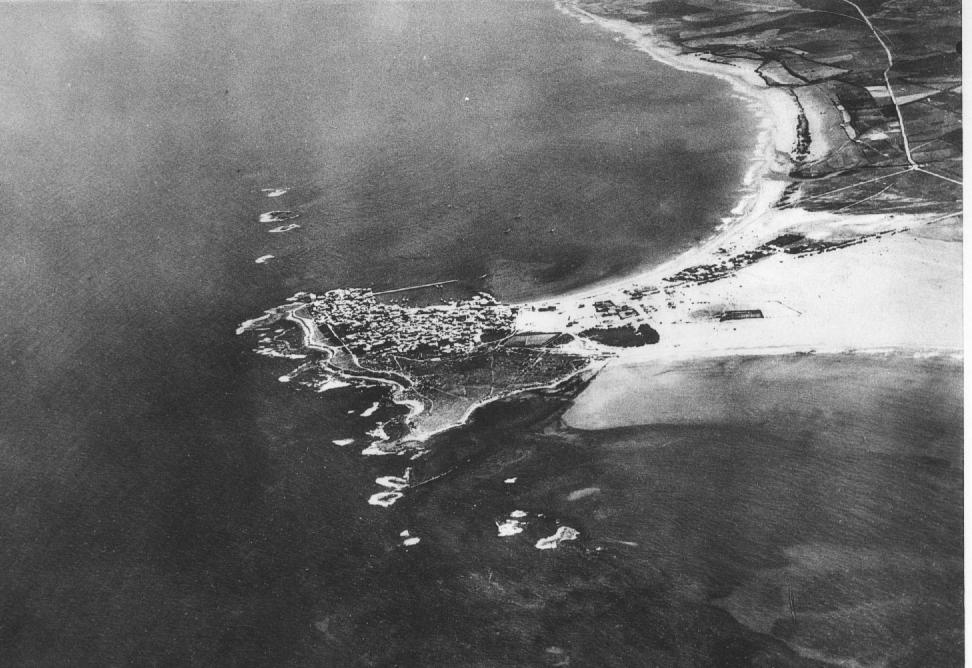
Vista aérea de Tiro en 1934 conectado a tierra firme por el puente terrestre de Alejandro

Los habitantes de Tiro se defendían con unas energías que Alejandro Magno no había visto nunca, los admiraba y a la vez sentía una enorme frustración por el enorme retraso que le estaba causando aquella pequeña isla.
Al fin la construcción del dique terminó, se cubrió con mantillo apelmazado y después se pavimentó. Las enormes máquinas de asedio construidas por Diades y sus ingenieros fueron desplazadas por el pavimento y comenzaron a golpear las murallas. Diades era un ingeniero diestro en el diseño y construcción de máquinas de asedio, que ya había sido ingeniero del padre de Alejandro Magno y responsable de las máquinas que habían reducido a polvo las murallas de la inexpugnable Perinto. Pero aún quedaban más sorpresas, pues largas picas terminadas en afiladas cuchillas colgaban desde las torres de la ciudad, cortando las cuerdas que sostenían los arietes y haciendo caer sus cabezas contra el empedrado, se respondió techando las estructuras de los arietes con madera hasta las murallas, pero los defensores consiguieron colar sogas con lazos y elevar las cabezas de los arietes. Se protegieron aún más los arietes y las murallas comenzaron a ceder.
La situación era desesperada para los tirios. Todo el ingenio del que disponían se utilizó en la defensa, por ejemplo calentaron arena de playa en enormes escudos de bronce y comenzaron a verterla sobre los servidores de los arietes y los soldados de tal manera que la arena se colaba entre las armaduras y las vestiduras, abrasando la piel de los macedonios. Simultáneamente elevaron la altura de sus murallas con planchas de madera.
Los arietes y algunas torres de asedio flotantes desmoronaron parte de las murallas, por lo que Alejandro Magno ordenó un primer ataque en el sector del espigón. Desde lo alto de las torres de asedio se abrirían grandes compuertas que dejarían a los hombres sobre el adarve de las murallas. El ataque comenzó. Las torres dejaron caer sus compuertas, pero grandes tridentes surgidos de lo alto de las murallas las sostuvieron en lo alto, sin permitir que cayesen sobre las almenas. Además, los tirios lanzaron grandes redes de pesca con lastres, que capturaban y despeñaban a los macedonios desde lo alto de las torres. Un segundo ataque en un sector de la muralla muy dañado por las torres flotantes también fracasó. El rey de Macedonia ordenó que se batiera con especial intensidad el sector que los barcos habían demolido y poco después lideró él mismo, en persona, un tercer ataque. Pero esta vez tomaría mayores precauciones. Ordenó que se produjeran ataques simultáneos a ambos puertos y que desde el dique se intentase otro asalto. Conseguiría aturdir, saturar y dispersar a los defensores. Volvieron a atacar, con el rey a la cabeza. Esta vez lograron consolidarse en la muralla. Dos barcos cargados de hipaspistas y pezhetairoi habían desembarcado con él y redujeron a los defensores tirios. Rápidamente la flota atacó los dos puertos de Tiro con un renovado esfuerzo y en el puerto sur desembarcaron más soldados.

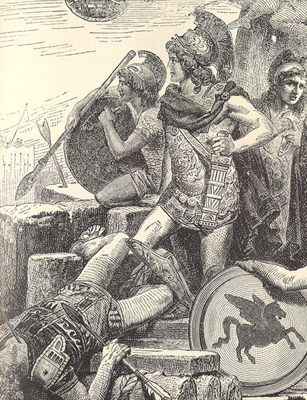
Alejandro asediando Tiro. Grabado de John Williams (1902).

La ciudad estaba a merced de los macedonios. Los heraldos macedonios comenzaron a anunciar por las calles que la vida de aquellos que se resguardasen en los templos sería respetada, pero pocos hombres tirios decidieron hacer caso. Resistieron en cada calle, cada esquina, cada plaza y cada rincón de la ciudad, siendo masacrados por las expertas tropas helenas. Los últimos defensores murieron en el Agenorium, un templo dedicado al fundador mítico de la ciudad. La mayor parte de los supervivientes, entre los que se encontraba una embajada cartaginesa y numerosos peregrinos, se habían resguardado en el Templo de Melkart, y sus vidas fueron respetadas.

## Consecuencias
El asedio de Tiro fue muy sangriento: según Arriano, sólo murieron cuatrocientos macedonios frente a los ocho mil tirios que perdieron la vida en la defensa de su ciudad. Dos mil tirios fueron crucificados a lo largo de kilómetros de playa y treinta mil ciudadanos y extranjeros fueron convertidos en esclavos. Sin embargo, varios miles de tirios fueron recogidos y escondidos por la armada de la vecina ciudad de Sidón.
Cuando los gritos y chillidos se ahogaron en la ciudad, Alejandro Magno acudió al Templo de Melkart a rendir el sacrificio al dios. Se dice que le ofreció la máquina de asedio que terminó por derruir el sector de la muralla por donde penetraron los macedonios.
Alejandro Magno se había retrasado más de siete meses en su camino a Egipto para tomar la pequeña isla pero al final el sitio de Tiro fue solo un obstáculo que lo retrasaría temporalmente pero no detendría su avance y su conquista de todo el Imperio Persa.
Alejandro siguió entonces en su avance rumbo a la conquista de la satrapía de Egipto, pero antes debería tomar otra ciudad en el subsecuente asedio de Gaza.
Por otra parte, el puente terrestre artificial creado por Alejandro y su ejército perduraría hasta los tiempos actuales y dejaría a Tiro conectado permanentemente con tierra firme.